# Ruhr in Love
Pour les articles homonymes, voir RIL.
Ruhr in Love ou Ruhr-in-Love (RiL) est un festival de musique électronique d'un jour qui a lieu une fois par an en été. L'organisateur est la société I-Motion GmbH, connue notamment pour le festival Nature One. Le fondateur ou l'inventeur du festival Ruhr-in-Love est le Suisse Nikolaus Schär.

## Histoire
La première édition a lieu le 28 juin 2003 au Nordsternpark de Gelsenkirchen et attire 17 000 visiteurs. Les manifestations suivantes ont eu lieu dans le parc OLGA à Oberhausen. L'événement lui-même comprend plusieurs scènes différentes, ainsi qu'un mainstage avec des DJ et des live-acts renommés de la scène techno, trance et house. Après l'événement, les after-parties officielles auront lieu dans des clubs et discothèques sélectionnés de toute la région. Depuis 2003, eve&rave Münster e.V. soutient l'événement avec un stand d'information sur les drogues. Les manifestations organisées à Oberhausen ont toujours compté plus de 20 000 visiteurs, parfois même plus de 40 000.
Le festival est organisé par I-Motion GmbH, qui fait maintenant partie de SFX Entertainment. Tous les genres de musique électronique sont représentés. Il y a une after-party officielle en intérieur appelée Mega-Love Invasion. L'édition 2014 attire 46 000 personnes malgré la pluie ; il y avait un record de 400 DJ,,.
En 2020 et 2021, le festival est annulé en raison de la persistance de la pandémie de Covid-19,. 

## Programmations
| Date             | Participants                                                                                                  | Nombre                                                | Affluences |
| ---------------- | --- | ----------------------------------------------------- | ---------- |
| 28 juin 2003     | DJ Tomcraft, Tom Novy, Adam Beyer, Afrika Islam, DJ Hooligan                                                  | Nordsternpark Gelsenkirchen 169 DJ et live-acts       | 17 000     |
| 26 juin 2004     | Chris Liebing, The Advent, Adam Beyer, DJ Tomcraft, Tom Novy, Moguai, Marc Vision                             | Umzug in den OLGA-Park Oberhausen 229 DJ et live-acts | 20 000     |
| 25 juin 2005     | Chris Liebing, Michael Paul, Phil Fuldner, Moguai, Hardfloor, Dave Clarke                                     | 292 DJ et live-acts                                   | 20 000     |
| 24 juin 2006     | Chris Liebing, Bad Boy Bill, Tom Novy, Anthony Rother, Martin Heyder, Frank Sonic                             | 300 DJ et live-acts                                   | 23 000     |
| 30 juin 2007     | Chris Liebing, Ante Perry, Felix Kröcher, Moguai, Anthony Rother, Dave Seaman                                 | 300 DJ et live-acts                                   | 26 000     |
| 28 juin 2008     | Chris Liebing, Rank1, Joel Mull, Felix Kröcher, Moonbootica, Phil Fuldner, Martin Heyder                      | 300 DJ et live-acts                                   | 29 000     |
| 27 juin 2009     | Chris Liebing, Simon Patterson, Moguai, Tom Novy, Felix Kröcher, Kollektiv Turmstrasse, Andre Hommen          | 300 DJ et live-acts                                   | 41 000     |
| 26 juin 2010     | Falko Niestolik, Erman Erim, Menno de Jong, Tocadisco, Tom Novy, Felix Kröcher, Sven Wittekind                | 300 DJ et live-acts                                   | 40 000     |
| 25 juin 2011     | Woody van Eyden, Einmusik, Turntablerocker, Tube & Berger, Marco V, Cyberpunkers, Felix Kröcher               | 300 DJ et live-acts                                   | 40 000     |
| 30 juin 2012     | Len Faki, Dennis Sheperd, Ian Carey, Klaudia Gawlas, Tom Novy, Moguai, Laserkraft 3D                          | 300 DJ et live-acts                                   | 44 000     |
| 29 juin 2013     | Klaudia Gawlas, ATB, Phil Fuldner, Ante Perry, Moguai, Felix Kröcher, Oliver Schories, Stefan Dabruck         | 400 DJ et live-acts                                   | 46 000     |
| 5 juillet 2014   | 2Elements, Robin Schulz, AKA AKA feat. Thalstroem, Danny Ávila, DBN, Klaudia Gawlas, Torsten Kanzler          | 400 DJ et live-acts                                   | 46 000     |
| 27 juin 2015     | East & Young, DBN, AKA AKA feat. Thalstroem, Oliver Heldens, Gestört aber geil, Felix Kröcher, Klaudia Gawlas | 400 DJ et live-acts                                   | 48 000     |
| 2 juillet 2016   | AKA AKA feat. Thalstroem, Oliver Heldens, Klaudia Gawlas, Gestört aber geil, Felix Kröcher, DBN, East & Young | 400 DJ et live-acts                                   | 42 000     |
| 1er juillet 2017 | Ostblockschlampen, Lexy & K-Paul -live-, Moksi, Pappenheimer, Cuebrick, LOVRA, Danielle Diaz                  | 400 DJ et live-acts                                   | 35 000     |
| 7 juillet 2018   | Ostblockschlampen, Moonbootica, PARTY FAVOR, Kerstin Eden, Cuebrick, Sylvain Armand, Plastik Funk             | 400 DJ et live-acts                                   | 37 000     |
| 6 juillet 2019   | Moguai, Will Sparks, Sam Feldt, Max Bering, Pappenheimer, Oliver Magenta, Cuebrick, Steff da Campo            | 400 DJ et live-acts                                   | 36 000     |
| 2 juillet 2022   | Will Sparks, OBS, AKA AKA, Mausio, YouNotUs, Da Hool, Sebastian Gnewkow                                       | 350 DJ et live-acts                                   | 36 000     |
| 1er juillet 2023 | Lilly Palmer, SHLØMO, MOGUAI, Pretty Pink, YouNotUs, Wankelmut, Basti M                                       | 400 DJ et live-acts                                   | 33 000     |